# Virginia Beahanová
Virginia Beahanová (nepřechýleně Virginia Beahan; * 1946, Filadelfie) je americká fotografka, v roce 1993 získala Guggenheimovo stipendium.

## Životopis
Její dílo je zařazeno do sbírek Smithsonian American Art Museum, Museum of Contemporary Art San Diego, Harvard Art Museums nebo Muzea J. Paula Gettyho.